# Парафіївка
Парафіївка — селище в Україні, адміністративний центр Парафіївської селищної громади Прилуцького району Чернігівської області. Населення — 2 050 осіб (станом на 1 січня 2025).

## Географічне розташування
Селище Парафіївка розташоване на півночі Прилуцького району, за 150 км від обласного центру (автошляхами — 172 км), до Ічні — 20 км. Найближчі залізничні станції: тупикова станція Качанівка (1 км) та Ічня Полтавської дирекції на лінії Бахмач — Прилуки (за 23 км).
Площа близько 6 км². Висота над рівнем моря — 164 м. На території селища — каскад ставків, що утворюють верхів'я річки Смош і нижче за течією переходять до Качанівських ставків.

## Історія
Містечко засновано урядниками Речі Посполитої в першій половині XVII століття на території Чернігівського воєводства. Після 1649 певний час у складі Ічнянського полку Гетьманщини, згодом — Прилуцького полку (до 1782 року).
За часів гетьмана Івана Мазепи, село належало Генеральній канцелярії. Рішенням гетьмана воно надане до рангового володіння генеральному обозному Івану Ломиковському.
У селі побудована церква Святителя та Чудотворця Миколая.
Село позначене на мапі 1787 року.
У 1859 році у козачому та власницькому містечку Парафіївка була церква, цукровий завод та 562 двори, де жило 2774 особи (1384 чоловічої та 1390 жіночої статі.
З 1917 року перебувало у складі УНР. Після 1921 року — під радянською владою.
З 7 березня 1923 по 10 грудня 1924 року — адміністративний центр Парафіївського району Конотопської округи, Чернігівської губернії маючи  927 дворів, 4672 мешканців і який складався з колишніх волостей: Парафіївської, Фастівецької, Кальчинівської). До району входили 12 сільських рад, в тому числі 3 німецькі і 38 населених пунктів.
Під час організованого радянським урядом Голодомору 1932—1933 років загинуло щонайменше 107 жителів селища.

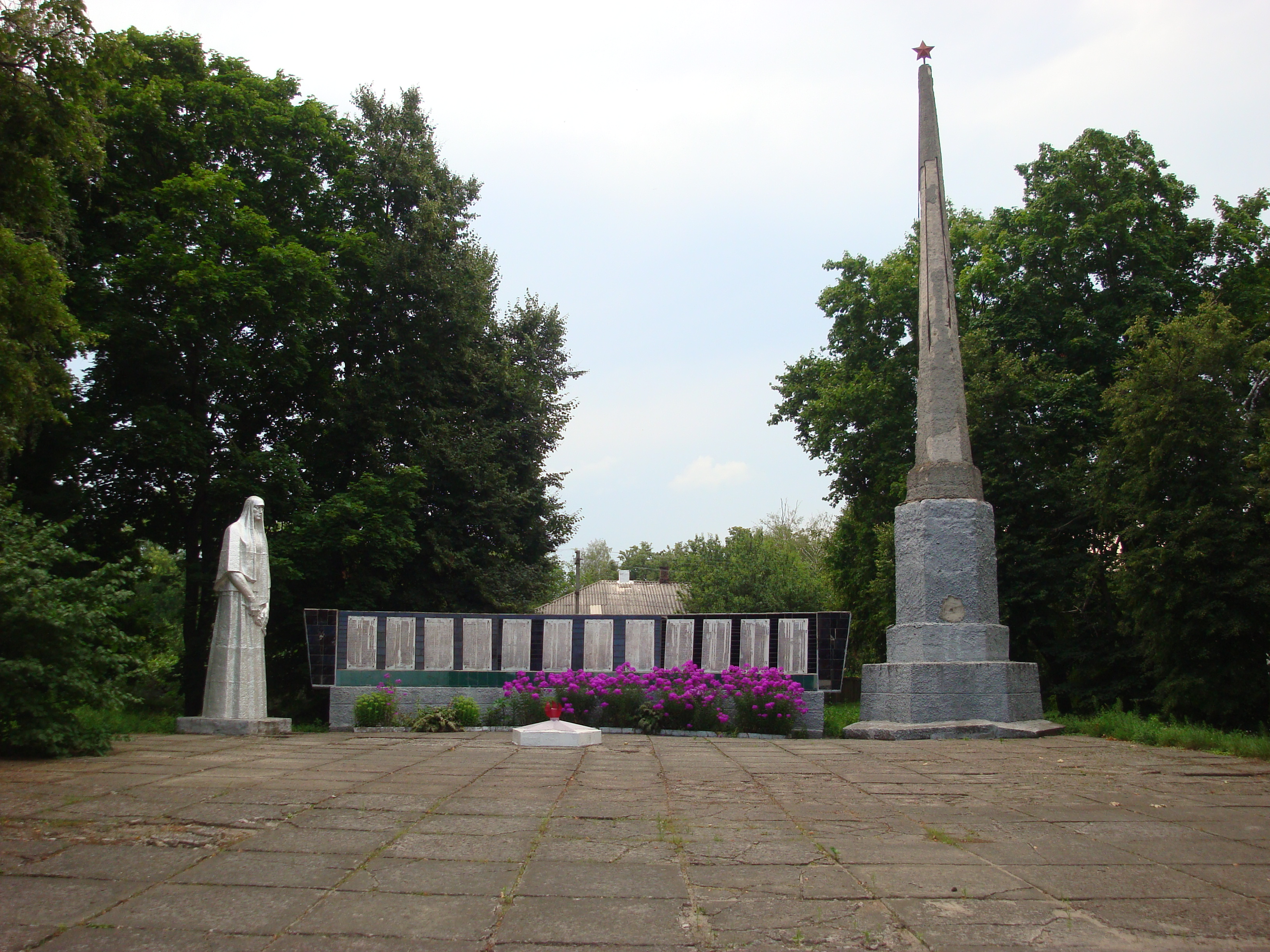
Група колективних могил загиблим під час Другої світової війни

Під час Другої світової війни брали участь 1400 жителів Парафіївки, 490 з них відзначені більшовицькими знаками, 504 — загинули.
Уродженці Парафіївки Корній Андрусенко і Вольф Хацкевич номіновані на Героя СССР. У 1962 році встановлені два пам'ятники на честь 11 комуністів, які загинули в боях з денікінцями в роки УНР, і 117 мобілізованих, яких ліквідували сили Вермахту 1943 році. У 1976 році споруджено обеліск Слави воїнам-односельцям.
У повоєнний період у селі була центральна садиба колгоспу імені Тельмана, за яким було закріплено 4542 гектарів сільськогосподарських угідь, у тому числі 3883 га орної землі. Це були багатогалузеві господарства, де вирощували зернові і технічні культури, займалося м'ясо-молочним тваринництвом. У селі був також бурякорадгосп з цукрозаводом. Радгосп мав 2472 гектарів сільськогосподарських угідь, у тому числі 2214 га орної землі, а завод виробляв 27,7 тис. тон цукру на рік.
До 1960-х років грошей людям за роботу в колгоспі не платили, було відсутнє пенсійне забезпечення.
У 1960 році село отримало статус селища міського типу.
26 січня 2024 року в Україні набув чинності Закон № 3285-IX, який передбачає дерадянізацію адміністративно-територіального устрою України, селище міського типу Качанівка набуло статусу селища.

## Герб та прапор
Герб
Щит понижено хвилеподібно перетятий на золоте та синє поля. У золотому полі червона хоругва, на якій золотий хрест із розширеними кінцями. У синьому полі перехрещені срібні перо та пірнач, під якими золотий каламар.
Прапор
Квадратне полотнище, розділене хвилеподібно по діагоналі з нижнього кута від древка на два рівновеликі трикутні поля, у верхньому червоному жовтий хрест із розширеними кінцями. У нижньому синьому — перехрещені білі перо та пірнач, під якими жовтий каламар.
Пояснення символіки
Хоругва з хрестом вказує на назву поселення Парафіївка як на колишній центр церковної громади — парафії (герб є напівпромовистим).
Пірнач, перо та каламар символізують приналежність Парафіївки до рангових маєтностей Генеральної канцелярії Війська Запорозького, а пізніше — до володінь Івана Ломиковського, який у різний час обіймав посади генерального писаря, генерального осавула, наказного гетьмана та генерального обозного в гетьманських урядах М. Ханенка та І. Мазепи.  
Хвилі символізують каскад ставків, що утворюють верхів'я річки Смош і нижче за течією переходять до Качанівських ставків.

## Пожежа на складі боєприпасів
9 жовтня 2018 року сталася пожежа на складі боєприпасів. 24 жовтня 2018 року пожежу було ліквідовано. На час ліквідації наслідків пожежі з центральної районної лікарні Ічні евакуйовано 163 хворих до лікувальних закладів селище Парафіївка.

## Населення
| 1901 | 1923 | 1979 | 1989 | 1996 | 2001 | 2016 | 2022 |
| ---- | ---- | ---- | ---- | ---- | ---- | ---- | ---- |
| 4077 | 4672 | 3706 | 3182 | 3200 | 2763 | 2407 | 2169 |

### Мова
Розподіл населення за рідною мовою за даними перепису 2001 року:
| Мова            | Кількість | Відсоток |
| --------------- | --------- | -------- |
| українська      | 2705      | 98,22 %  |
| російська       | 42        | 1,52 %   |
| білоруська      | 5         | 0,18 %   |
| гагаузька       | 1         | 0,04 %   |
| інші/не вказали | 1         | 0,04 %   |
| Всього          | 2754      | 100 %    |

## Інфраструктура
Загальноосвітня школа, клуб, лікарня, крамниці, поштове відділення. Храм святителя Миколая ПЦУ, настоятель отець Василь Момоход.
Цукровий завод знищений.

## Транспорт

### Залізничний транспорт
Найближча залізнична станція Качанівка розташована на відстані 1 км. Станція є тупиковою і обслуговує цукровий завод, але крім товарного руху до 2010-х років на ділянці щодня курсували приміські поїзди:
- № 6547 Ромодан — Качанівка. Прибував до Парафіївки о 02:00.
- № 6550 Качанівка — Ромни вирушав з Парафіївки о 03:00 ночі і після прибуття до Ромнів через годину вирушав на початкову станцію — Ромодан.

Залізнична лінія одноколійна, не електрифікована. Дільниця залізниці від станції Качанівка до станції Григорівка примикає до залізничної лінії Ромодан — Бахмач, яка також є одноколійною і неелектрифікованою, але нею існує регулярний рух приміських поїздів сполученням Ромодан — Бахмача та вантажних поїздів. Найближча велика залізнична станція — Бахмач-Пасажирський. В Ічні також розташована залізнична станція на лінії Бахмач — Прилуки — Гребінка, яка також є одноколійною і неелектрифікованою і нею здійснюється рух приміських Дизель-поїздів сполученням Прилуки — Варварівський — Бахмач та вантпжних поїздів.

### Автомобільний транспорт
Селище розташоване на автошляху територіального значення Т 2515 (Ніжин — Харкове, який пролягає через Ічню, селища Дмитрівка та Талалаївка, що забезпечує сполучення з Києвом, обласним центром та містами Ніжин (через Ічню), Бахмачем (через Дмитрівку), Сумами, Прилуками, Ромнами, Державним дендрологічним парком «Тростянець» НАН України через автошлях Т 2529, яка відгалужується на південь від автошляху Т 2515 за 9 км на схід від Парафіївки. Також від селища існують місцеві дороги до сел Хаїха, Мартинівка (на північ), Терешихи (на північний схід), Власівки, Петрушівки та Іваниці (на південь). Відстань до Ічні складає 18 км (у західному напрямку).

## Персоналії
Уродженці:
- Андрусенко Корній Михайлович (1899—1976) —  полковник, Герой Радянського Союзу
- Бугаєвський Мусій (кінець XVII століття, Парафіївка — 1747, Глухів) — співак, хоровий диригент, педагог, вихованець Києво-Могилянської академії. Закінчив Києво-Могилянську академію, де співав в академічному хорі, був його диригентом. У 1720—1734 роках — військовий капелан при резиденції гетьмана Івана Скоропадського, потім Данила Апостола, а також священик церкви св. Анастасії у Глухові. У 1640-х роках — регент Глухівської хорової капели (до 1747). Серед його учнів — Гаврило Головня, одружений з донькою Бугаєвського Тетяною й опікун його сина — Миколи[14][15].
- Данько Олена Яківна — українська письменниця, поетеса, художниця та акторка.
- Іванюк Михайло Миронович (1901—?) — український архітектор.
- Клочко Микола Павлович (нар. 1934) — поет-шістдесятник.
- Луценко Віталій Іванович (1937—1999) — український політик лівого спрямування, народний депутат України 2-го і 3-го скликань. Батько Юрія Луценка.
- Підгорний Віталій Костянтинович (нар. 1937) — український лікар.
- Слуцький Абрам Аронович (1898—1938) — керівник зовнішньої розвідки СРСР (1935—1938).
- Шура-Бура Михайло Романович (1918—2008) — учений у галузі кібернетики.
- Цинковський Іван Іванович (1919—1987) — український письменник, поет, журналіст.
- Хацкевич Вольф Беркович (1908—1959) — учасник Другої світової війни;
- Юзефович Корнелій Іванович (1726 — 1766?) — український співак і регент.